# Curo Mani
Curo Mani (* 13. September 1918 in Pignia im Val Schons; † 29. September 1997 ebenda) war ein Schweizer Schriftsteller, Linguist und Politiker, der im rätoromanischen Idiom Sutsilvan schrieb. Er gilt als bedeutendster Autor der sutselvischen Sprache.

## Leben
Mani besuchte das Lehrerseminar in Chur und anschliessend die Universität Zürich. Er wirkte ab 1938 als Lehrer in seinem Heimatdorf Pignia, dann ab 1941 im Schamser Hauptort Andeer und schliesslich von 1957 bis zur Pensionierung 1983 in St. Moritz im Engadin. 
Neben seiner eigenen schriftstellerischen Tätigkeit wirkte er als Herausgeber rätoromanischer Texte, Redaktor von Zeitschriften und als Präsident der Sprachvereinigung Renania und war Grossrat des Kantons Graubünden. Er gab 1977 das sutselvische Wörterbuch Pledari sutsilvan heraus. Manis literarisches Schaffen umfasst Erzählungen, Dramen und Gedichte.

## Werke (Auswahl)

### Gedichte und Lyrik-Anthologien
- Canzunettas e versets, 1945.
- Stamungias, 1962.
- Télas filien, 1962.
- Flommas in Rezia, 1964.

### Erzählungen, Novellen, Epen
- Igl mastral da la gaglegna, 1956.
- Stelas et flours, 1961.
- La Greta schleata, 1983.
- Il bab ca spetga, 1986.

### Dramen und Festspiele
- Val sainza stelas, 1958.
- Il salep e la furmia, 1974.
- Esnarias, 1976.